# Panhard CRAB
Panhard CRAB (англ. Combat Reconnaissance Armored Buggy — бойовий розвідувальний броньований багі) — дослідний зразок легкої розвідувальної бронемашини, створений за приватної ініціативи фірми Panhard. До 2030 року CRAB може бути запропонований французькій армії в рамках програми Scorpion, яка спрямована на заміну AMX-10RC, ERC-90 Sagaie і VAB; він також може замінити Panhard VBL. Крім того CRAB планують експортувати: оскільки багато країн використовують розвідувальні машини розробки 1960-х років, CRAB має великі шанси стати їм заміною.

## Історія створення
Макет CRAB було представлено у 2010 разом з важкою броньованою розвідувальною машиною 6x6 Panhard SPHINX. Перша робоча модель була створена у 2014 році. Ця нова високомобільна розвідувальна машина базується на відновленій доктрині легкої кавалерії, де маленька, але швидка і добре озброєна броньована машина бере активну участь у бою. CRAB розроблений для використання у рейдах, а також як розвідник.

## Конструкція
CRAB створений на надзвичайно міцному шасі, яке було запозичено у пустельних багі. Воно дозволяє машині з легкістю пересуватися складним ландшафтом. У конструкцію машини закладено великий потенціал для модифікації: наприклад, стандартна броня, що захищає від стрілецької зброї (стандарт STANAG 4569, рівень 2), може бути покращена до 3-го і навіть 4-го рівня (14,5-мм бронебійні боєприпаси радянського зразка). Разом з бронюванням змінюється і вага машини, яка може складати від 8 до 10 тонн.
CRAB може мати різні двигуни потужністю від 300 до 400 к. с.. У базовій комплектації це дизельний Steyr M16 з робочим об'ємом 3,2 л і потужністю 320 к.с., який дозвляє цьому відносно легкому транспортному засобу розвивати швидкість до 110 км/год по шосе.
Відносно компактний і легкий CRAB можна транспортувати по повітрю: за словами виробника, в Airbus A400M можна перевозити три таких машини.

## Озброєння
Машина може бути обладнана дистанційно керованою баштою, озброєною дрібно- та середньокаліберними гарматами. Легкі версії озброєні екранованими 7,62-мм, 12,7-мм кулеметами або 40-мм автоматичним гранатометом. Також машину можна використовувати як мобільну артилерійську платформу. Вона може бути озброєна протитанковими або зенітними ракетами. На виставці Eurosatory 2012 CRAB було представлено з 25-мм автоматичною гарматою і спареним 7.62-мм кулеметом.